# Ahmed El-Basha
Ahmed El-Basha (2 de janeiro de 1982) é um futebolista sudanês que atua como defensor.

## Carreira
Ahmed El-Basha representou o elenco da Seleção Sudanesa de Futebol no Campeonato Africano das Nações de 2012.